# Union syndicale d'Andorre
L'Union syndicale d’Andorre, Unió Sindical D’Andorra en catalan (USDA), est un syndicat andorran affilié à la Confédération européenne des syndicats.

## Présentation
L'USDA a été créée en 2001 par regroupement de différents syndicats existants dans la principauté.
L'USDA participe au Comité syndical interrégional Pyremed qui réunit les différentes organisations syndicales de part et d'autre de la frontière franco-espagnole.

## Droit du travail andorran
En Andorre, le licenciement est libre, le contrat de travail est oral et les salaires se négocient de gré à gré. Le 28 décembre 2008, le Conseil général (parlement andorran) a voté la "loi qualifiée de liberté syndicale" et la "loi du code des relations de travail" qui ne seront effectives qu'après la signature des deux coprinces.